# Moviment Liberal
El Moviment Liberal, (en lituà Liberalų sąjūdis, LS) anteriorment Moviment dels Liberals de la República de Lituània (lituà Lietuvos Respublikos Liberalų Sąjūdis, LRLS) és un partit polític de Lituània de caràcter centrista, liberal i liberal-conservador.

## Història
Fou fundat el 2006 per dissidents de la Unió Centrista i Liberal. Participà per primer cop a les eleccions legislatives lituanes de 2008 i hi va obtenir 11 escons (5,72% dels vots) i participà en el govern de coalició format per Unió Patriòtica - Democristians Lituans (TS-LKD), el Partit de la Resurrecció Nacional i la Unió Centrista i Liberal dirigida per Andrius Kubilius. Les eleccions legislatives lituanes de 2012 donaren la victòria al Partit Socialdemòcrata de Lituània (LSDP) i el Moviment Liberal passà a l'oposició.
El maig de 2016, enmig d'un escàndol de suborn, Eligijus Masiulis va dimitir com a president del Moviment Liberal i Antanas Guoga va assumir el càrrec de president interí. Guoga immediatament va suggerir que el suborn estava molt estès dins del partit i que el partit havia de ser més transparent, donant lloc a una iniciativa per eliminar Guoga, que va dimitir dos dies després de convertir-se en president interí. El juny de 2016, Remigijus Šimašius va ser elegit president. Quan Šimašius es va fer càrrec, uns 20 membres van abandonar el partit i altres membres van trencar el moviment creant dos nous partits polítics. El partit es va mantenir a l'oposició després de les eleccions legislatives lituanes de 2016 que van suposar una victòria aclaparadora per a la Unió Lituana d'Agricultors i Verds (LVŽS).
L'octubre de 2017, Šimašius va deixar com a president després de 16 mesos al càrrec. Com que cap partit o coalició electoral va aconseguir la majoria absoluta a les eleccions legislatives lituanes de 2020 es va formar un govern de coalició. El 15 d'octubre, quatre dies després de la primera volta, els líders de TS-LKD el Moviment Liberal i el Partit de la Llibertat van formar un govern de coalició encapçalat com a primera ministra per Ingrida Šimonytė, que va prendre possessió del càrrec el 25 de novembre de 2020. És la segona dona que ocupa el càrrec, després de Kazimira Prunskienė.
El 12 de desembre de 2024, després de les eleccions legislatives lituanes de 2024, el socialdemòcrata Gintautas Paluckas fou nomenat primer ministre de Lituània, al capdavant d'un govern de coalició del Partit Socialdemòcrata de Lituània (LSDP), Unió de Demòcrates "Per Lituània" i Alba de Nemunas. i el ML va passar a l'oposició.

## Resultats electorals

### Seimas
| Any  | Líder                     | Vots    | %         | Escons   | +/– | Govern   |
| ---- | ------------------------- | ------- | --------- | -------- | --- | -------- |
| 2008 | Eligijus Masiulis         | 70,862  | 5.7 (#6)  | 11 / 141 | Nou | Coalició |
| 2012 | Eligijus Masiulis         | 117,476 | 8.9 (#4)  | 10 / 141 | 1   | Oposició |
| 2016 | Remigijus Šimašius        | 115,361 | 9.4 (#4)  | 14 / 141 | 4   | Oposició |
| 2020 | Viktorija Čmilytė-Nielsen | 79,755  | 7 (#6)    | 13 / 141 | 1   | Coalició |
| 2024 | Viktorija Čmilytė-Nielsen | 95,868  | 7.85 (#5) | 12 / 141 | 1   | Oposició |

### Parlament Europeu
| Any  | Líder               | Vots    | %          | Escons | +/– | Grup |
| ---- | ------------------- | ------- | ---------- | ------ | --- | ---- |
| 2009 | Leonidas Donskis    | 40,502  | 7.36 (#6)  | 1 / 12 | Nou | ALDE |
| 2014 | Antanas Guoga       | 189,373 | 16.55 (#3) | 2 / 11 | 1   | ALDE |
| 2019 | Petras Auštrevičius | 83,083  | 6.59 (#5)  | 1 / 11 | 1   | RE   |
| 2024 | Eugenijus Gentvilas | 36,640  | 5.41 (#8)  | 1 / 11 | =   | RE   |